# غارسيا بيرنهام
غارسيا بيرنهام (بالإنجليزية: Gracia Burnham)‏ هي مبشرة أمريكية، ولدت في 17 يناير 1959 في القاهرة في الولايات المتحدة.